# Hahnenkamm (Kitzbühel)
Über Kitzbühel erhebt sich der Hahnenkamm mit einer Höhe von 1712 m ü. A.
Der eigentlich höchste Punkt am Hahnenkamm ist die Ehrenbachhöhe mit einer Höhe von 1802 m ü. A.
Der Hahnenkamm ist ein Teil des Skigebiets von Kitzbühel und Austragungsort des jährlichen Hahnenkammrennens. Die bekannteste Skipiste am Hahnenkamm ist die Streif, die als eine der gefährlichsten und gefürchtetsten Rennpisten der Welt gilt.
An seinem Vorrücken, dem Schattberg, liegen die Schattbergschanzen, die legendären Schanzen der Vor- und Zwischenkriegszeit.